# Шодоловци
Шодоловци су насељено место и седиште општине у источној Славонији, у Осјечко-барањској жупанији, Република Хрватска. Према резултатима пописа из 2021. у општини је живело 1.217 становника, а у самом насељу је живело 267 становникa.

## Историја
Шодоловци су колонистичко насеље које је основано након Првог светског рата на грофовском поседу. Његови становници су били колонисти и српски добровољци. Месни учитељ септембра 1934. године био је Васа Дабић, са службом од 1932. године. Поред Дабића службовали су у месту још учитељски кадрови: Светозар Добријевић (1934-1939), Аница Млинарић (1935), и други.
До нове територијалне организације у Хрватској, подручје Шодоловаца припадало је старој општини Осијек.

## Становништво
На попису становништва 2011. године, општина Шодоловци је имала 1.653 становника, од чега у самим Шодоловцима 338.
| Попис 2011.‍   | Попис 2011.‍ | Попис 2011.‍ | Попис 2011.‍ | Попис 2011.‍ |
| ------------- | ----------- | ----------- | ----------- | ----------- |
|               |             |             |             |             |
| Срби          | Срби        |             | 1.365       | 82,58%      |
| Хрвати        | Хрвати      |             | 248         | 15,00%      |
| остали        | остали      |             | 25          | 1,51%       |
| неизјашњени   | неизјашњени |             | 15          | 0,91%       |
| укупно: 1.653 |             |             |             |             |

| Попис 2021.‍   | Попис 2021.‍ | Попис 2021.‍ | Попис 2021.‍ | Попис 2021.‍ |
| ------------- | ----------- | ----------- | ----------- | ----------- |
|               |             |             |             |             |
| Срби          | Срби        |             | 950         | 78,06%      |
| Хрвати        | Хрвати      |             | 238         | 19,56%      |
| остали        | остали      |             | 23          | 1,88%       |
| неизјашњени   | неизјашњени |             | 6           | 0,49%       |
| укупно: 1.217 |             |             |             |             |

На попису становништва 1991. године, насељено место Шодоловци је имало 486 становника, следећег националног састава:
| Попис 1991.‍  | Попис 1991.‍  | Попис 1991.‍ | Попис 1991.‍ | Попис 1991.‍ |
| ------------ | ------------ | ----------- | ----------- | ----------- |
|              |              |             |             |             |
| Срби         | Срби         |             | 422         | 86,83%      |
| Хрвати       | Хрвати       |             | 35          | 7,20%       |
| Југословени  | Југословени  |             | 22          | 4,52%       |
| Мађари       | Мађари       |             | 2           | 0,41%       |
| Црногорци    | Црногорци    |             | 1           | 0,20%       |
| неопредељени | неопредељени |             | 3           | 0,61%       |
| непознато    | непознато    |             | 1           | 0,20%       |
| укупно: 486  |              |             |             |             |